# L'Om (Malla)
L'Om és una masia de Malla (Osona) inclosa a l'Inventari del Patrimoni Arquitectònic de Catalunya.

## Descripció
Edifici civil. Masia de planta rectangular coberta a dues vessants, amb el carener paral·lel a la façana, orientada a migdia i un bonic portal dovellat amb un escut al centre. A la part superior hi ha un finestral decorat amb motllures i a la dreta un balcó amb decoracions conopials i una finestreta al segon pis amb motllura goticitzant.
Al davant de la casa hi ha un portal que tanca la lliça junt amb la casa i dependències agrícoles. A llevant hi ha un cos de porxos de menys alçada que l'edificació de la casa i de construcció recent, amb un altre portal d'accés. Hi ha altres elements de nova construcció que dificulten la visibilitat de l'antiga estructura. Construïda amb pedra i tàpia, els elements de ressalt són de pedra blanca.

## Història
Antic mas a pocs metres de l'església parroquial de Sant Esteve de Malla, registrat al fogatge de 1553 de la parròquia i terme de Sant Vicenç de Malla. Habitava el mas Onofre Hom.
Malgrat les diverses transformacions que ha sofert, manté l'estructura de casa pairal ampliada al segle xvi, com indica el portal OMS 1569.